# لوئیجی لوتزاتی
لوئیجی لوتزاتی (انگلیسی: Luigi Luzzatti؛ ۱۱ مارس ۱۸۴۱ – ۲۹ مارس ۱۹۲۷) یک سیاست‌مدار اهل پادشاهی ایتالیا بود.